# Lužnice (Pohorská Ves)
Osada Lužnice (německy Luschnitz, 783 m) se rozkládá nedaleko Pohorské Vsi, jejíž je součástí.

## Historie
Lužnice byla starou horskou osadou, jednou z nejstarších oblasti Novohradských hor. První písemná zmínka o vesnici pochází z roku 1397, kdy v ní sídlil Beneš z Kondrače.
Když získali novohradské panství Buquoyové, kteří se snažili velkých zásob dřeva z okolních lesů využívat k podnikání, začalo se postupně měnit národnostní složení obyvatelstva obce. Vedle původních českých zemědělců se usazovali němečtí řemeslníci, zemědělci, skláři, uhlíři, dřevaři apod. V roce 1677 byla v Lužnici založena buquoyská sklárna vyrábějící vynikající sklo, které bylo vyváženo především do alpských zemí. Už v roce 1715 byla sklárna zrušena, ale německé obyvatelstvo zde už pevně zakořenilo. V Lužnici stávala dřevěná kaple, která byla v roce 1891 přestavěna v novogotickém slohu.
V roce 1918, když se Novohradsko stalo součástí Československa, žilo v Lužnici přibližně dvě stě osmdesát Němců a deset Čechů. V roce 1938 se obec Lužnice stala součástí Německé říše. Po roce 1945 bylo německé obyvatelstvo vysídleno. Kolem roku 1956 žilo v Lužnici sto třicet obyvatel. Potom se nedaleká Tercí Ves stala obcí a Lužnice se stala její částí. V roce 1970 žilo v Lužnici sedmdesát čtyři lidí.
Lidé, kteří po válce do vesnice přišli, dlouho na místě nevydrželi. Neudržované a opuštěné budovy mnoho let chátraly. Zbytku budov, které zcela nepodlehly zubu času, se postupně ujímali chalupáři z měst. Tím Lužnice jako vesnice prakticky zanikla, změnila se na rekreační osadu, přičemž k různě zmodernizovaným starým chalupám přibyly i zcela moderní budovy. I z kaple se stala rekreační chalupa. V roce 1990 klesl počet trvale žijících obyvatel pod deset.